# Canigó
|  | Per a altres significats, vegeu «Canigó (desambiguació)». |

El Canigó és una muntanya del Pirineu, situada entre les comarques nord-catalanes del Conflent i el Vallespir, tot i que el cim és íntegrament en el Conflent, entre les comunes de Taurinyà (est) i Vernet (oest).
El cim, la pica del Canigó o Pic de Balaig, fa 2.784 msnm. Malgrat la seva altitud moderada, fou considerada la muntanya més alta dels Pirineus a causa del gran i brusc desnivell que la separa de la plana del Rosselló, cosa que la fa més aparent que altres muntanyes més engorjades i situades entre valls ja més altes. La llegenda n'atribueix la primera ascensió al rei Pere el Gran, l'any 1285.
La ministra d'Ecologia, Desenvolupament sostenible i Energia del govern francès, Delphine Batho, va declarar el 13 de juliol del 2012 el Canigó "Gran Paratge de França", amb la seva ortografia original catalana, després d'una campanya que van impulsar alhora el Consell General dels Pirineus Orientals i la Regió del Llenguadoc-Rosselló
Ha esdevingut símbol de la personalitat catalana de les comarques pirinenques.
Aquest cim està inclòs a la llista dels 100 cims de la FEEC.

## Geografia

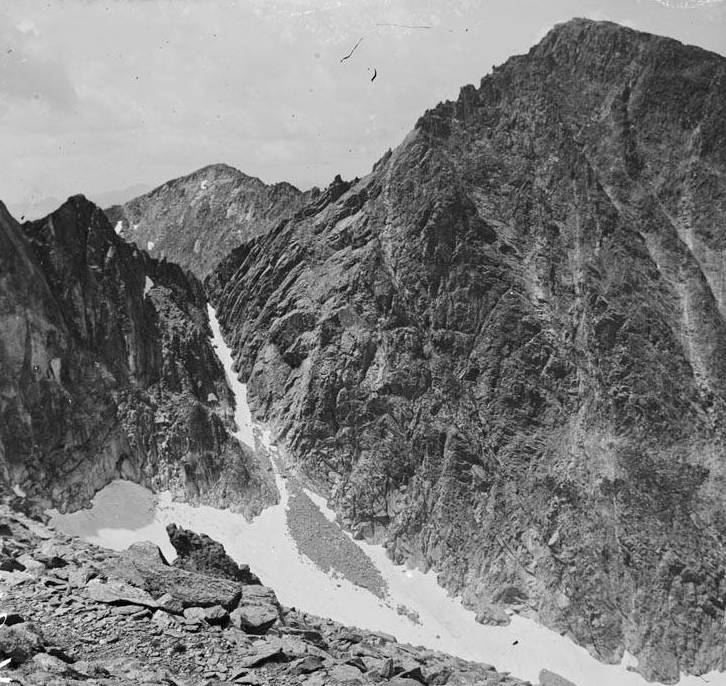
El cim del Canigó (1890)

Situat a prop de Prada, al límit de Taurinyà i de Vernet, domina tota la plana de la Tet i Perpinyà. És el darrer cim important del Pirineu a l'est. Assoleix els 2.784 metres malgrat ser a menys de 50 km de la mar, i per això és molt visible des de tot el Rosselló.
El cim del Canigó, termenal dels municipis de Taurinyà i Vernet, és molt a prop dels termenals amb Castell, Fillols i Vallmanya, tots pertanyents a la comarca del Conflent. Per tant, tots ells tenen vessants de la muntanya dins del seu terme comunal. El Canigó es troba enmig d'una serralada de tres cims, amb el Pic Jofre (2.362 m) al nord i el Puig dels Tres Vents (2.731 m) al sud. Una creu de forja corona el cim, erigida durant la Segona Guerra Mundial pels escoltes de l'agrupament de Nostra Dama la Reial de Perpinyà (1923). En les ascensions fetes per grups catalanistes, és molt típic penjar-hi una senyera. Aquest cim està inclòs al Repte dels 100 cims de la Federació d'Entitats Excursionistes de Catalunya
El Pic Baix del Canigó és el pic secundari del Canigó situat al sud del cim principal. És el punt de trobada de les comunes de Castell de Vernet, Taurinyà, Vallmanya i Vernet, totes de la comarca del Conflent, a la Catalunya del Nord. És just al nord de la Portella de Vallmanya, a l'extrem oest de la comuna de Vallmanya, a la meridional dels de Taurinyà i Vernet, i a la sud-est del de Castell de Vernet.
El Pic de l'Oratori, a ponent del Pic Vedell i de 637 m d'alt és un dels contraforts de llevant. del Massís, a l'extrem nord-oest del terme de Bula d'Amunt.
La vall de la Parcigola és formada al vessant meridional del pla Guillem, pel coll de Bocacerç i pel Pic dels Set Homes; aflueix a la vall del Tec, per l'esquerra, prop de Sant Salvador.

## Significat simbòlic
El Canigó és una muntanya que té un valor simbòlic molt important per als catalans. A la mitologia catalana hi ha nombroses llegendes que tenen la muntanya per escenari. L'origen històric d'aquesta importància es vincula amb la cèlebre Chronica del franciscà Salimbene de Adam, on exposa l'ascensió del rei Pere el Gran al cim del Canigó, un relat extraordinari, únic a l'edat mitjana, teixit d'elements mítics, que Jacint Verdaguer va reprendre, sis segles més tard, en el seu famós poema Canigó.
És amb la Renaixença, que revalora el català i funda el catalanisme, que passà a ser un dels més rellevants símbols nacionals. Els monestirs de Sant Martí del Canigó i Sant Miquel de Cuixà, al peu de la muntanya, es fundaren molt abans que la Catalunya del Nord passés a formar part de França; el primer alberga la tomba del comte català Guifré II de Cerdanya. El catalanisme situa al comtat de Rosselló l'origen de Catalunya com a nació. Tot açò fa que el Canigó simbolitzi el naixement de la nació i la llengua catalana i aquestes tesis també serveixen per a la reivindicació de la catalanitat de la regió. Sens dubte el fet que calgui travessar una frontera política per arribar-hi remarca per als catalans del sud la pèrdua històrica de les comarques de la Catalunya del Nord.
El Canigó també ha inspirat el cançoner popular, amb cançons que comencen amb els mots "Muntanyes de Canigó, fresques són i regalades". Jacint Verdaguer li va dedicar el poema Canigó, la qual cosa va motivar que la muntanya, vista des de Vernet, aparegués en el bitllet de 500 pessetes que l'any 1971 es va dedicar al poeta.

## La Flama del Canigó
És un cim accessible i molts s'hi atreveixen, sobretot al 22 de juny, quan moltes persones hi pugen per encendre la Flama del Canigó, una flama que vetllen tota la nit. L'endemà baixen fins a Perpinyà amb la mateixa torxa emprada al cim, per encendre les diverses fogueres de la nit de Sant Joan als Països Catalans. El foc que encendrà la flama del Canigó es manté encès al llarg de l'any dins d'una fornícula a l'interior del Castellet de Perpinyà.

## Determinació de la longitud del metre
Aquest cim va formar part de la colla de vèrtexs on es van prendre dades i s'hi van fer triangulacions, a finals del segle xviii, per mesurar amb precisió el meridià terrestre que passa per Dunkerque, París i Barcelona. Això va permetre determinar la longitud del metre.

## Fotografies

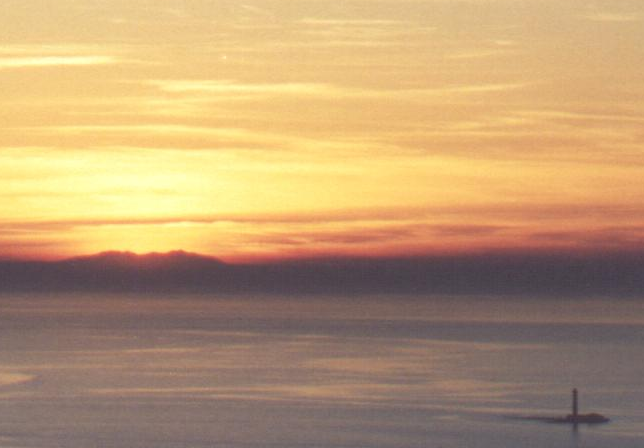
Vista des de Marsella
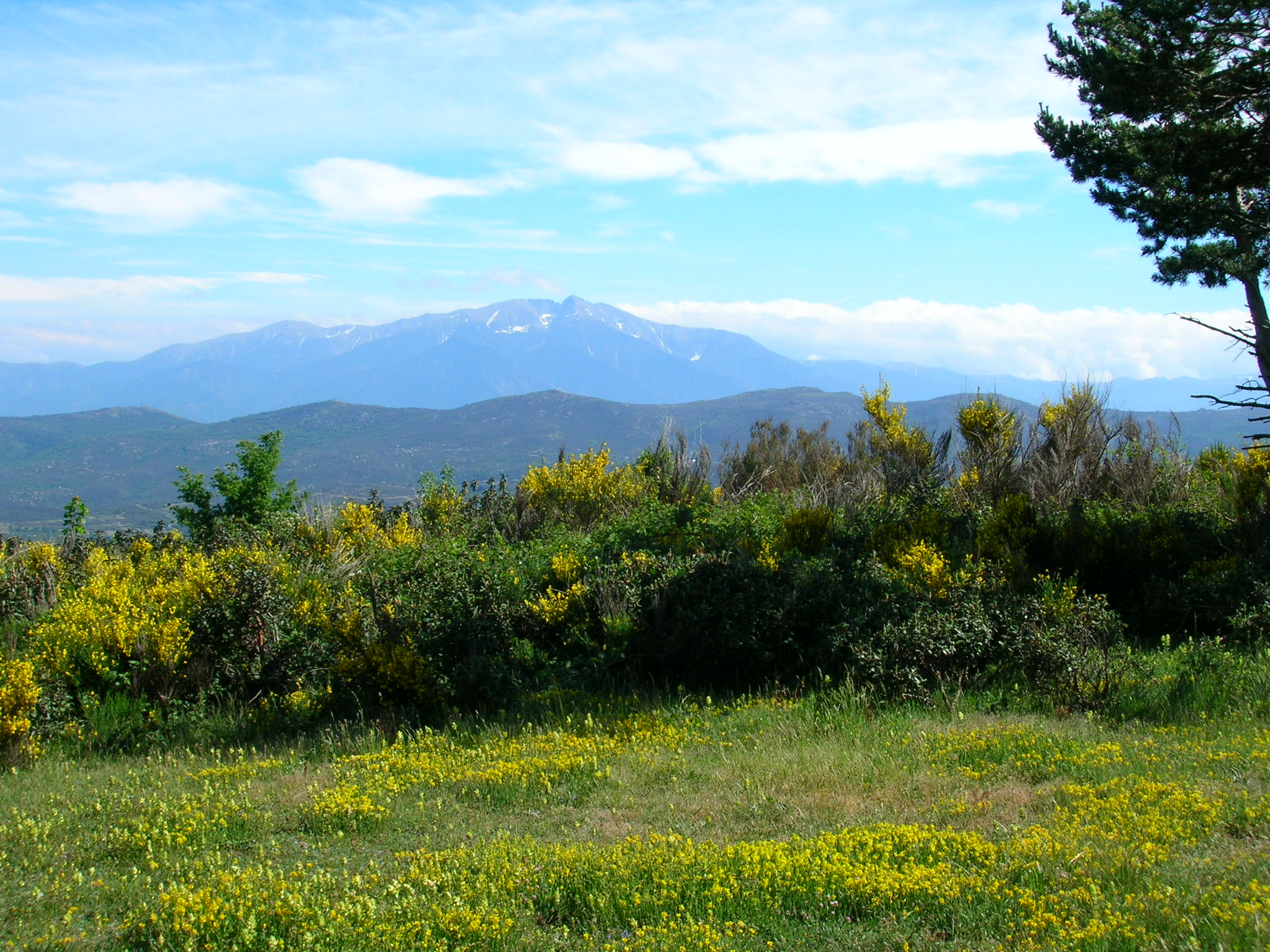
Vista des de Prats de Sornià
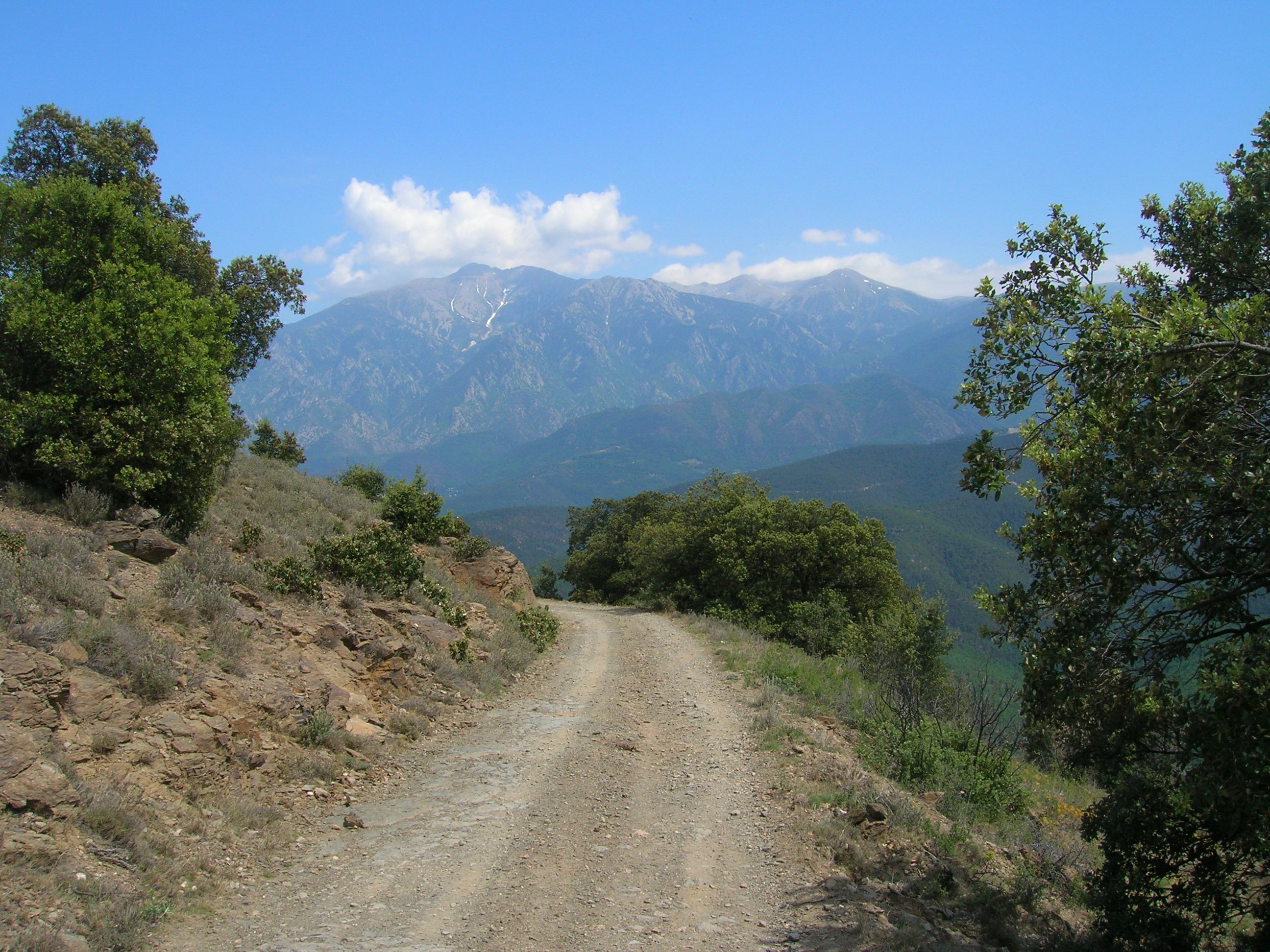
Vista des de Jújols
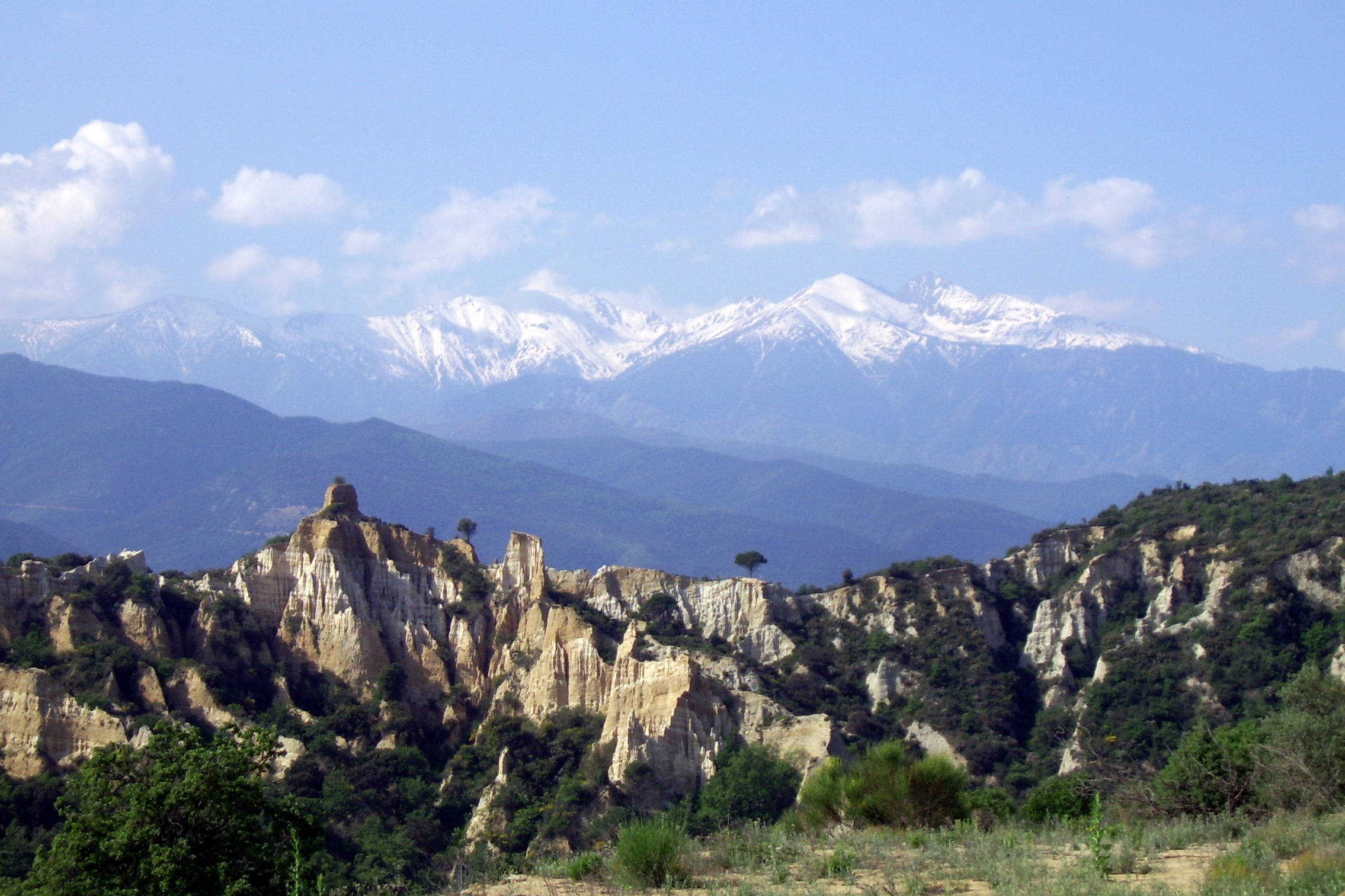
Vista des dels Terrers d'Illa
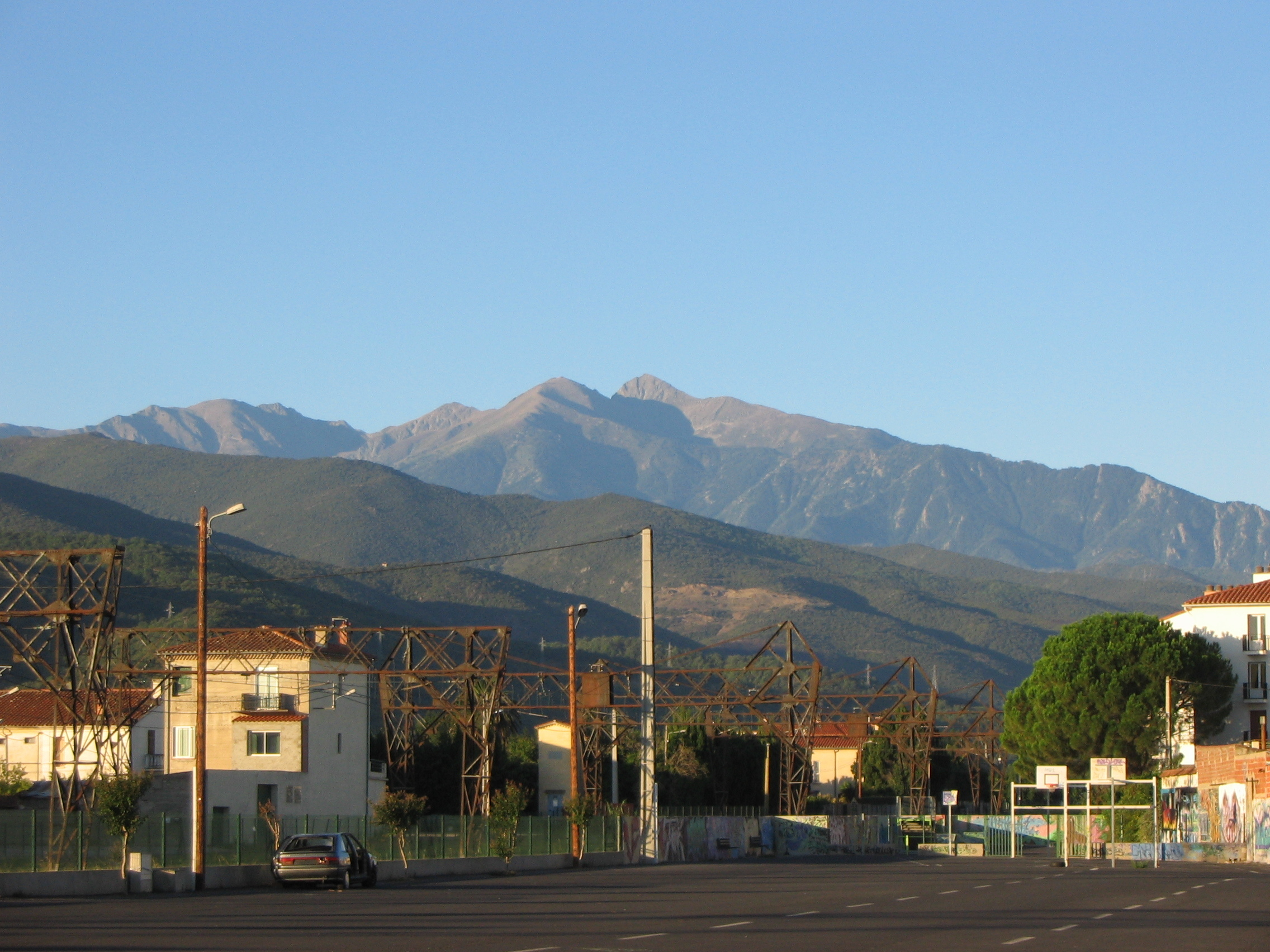
Vista del Canigó des d'Illa

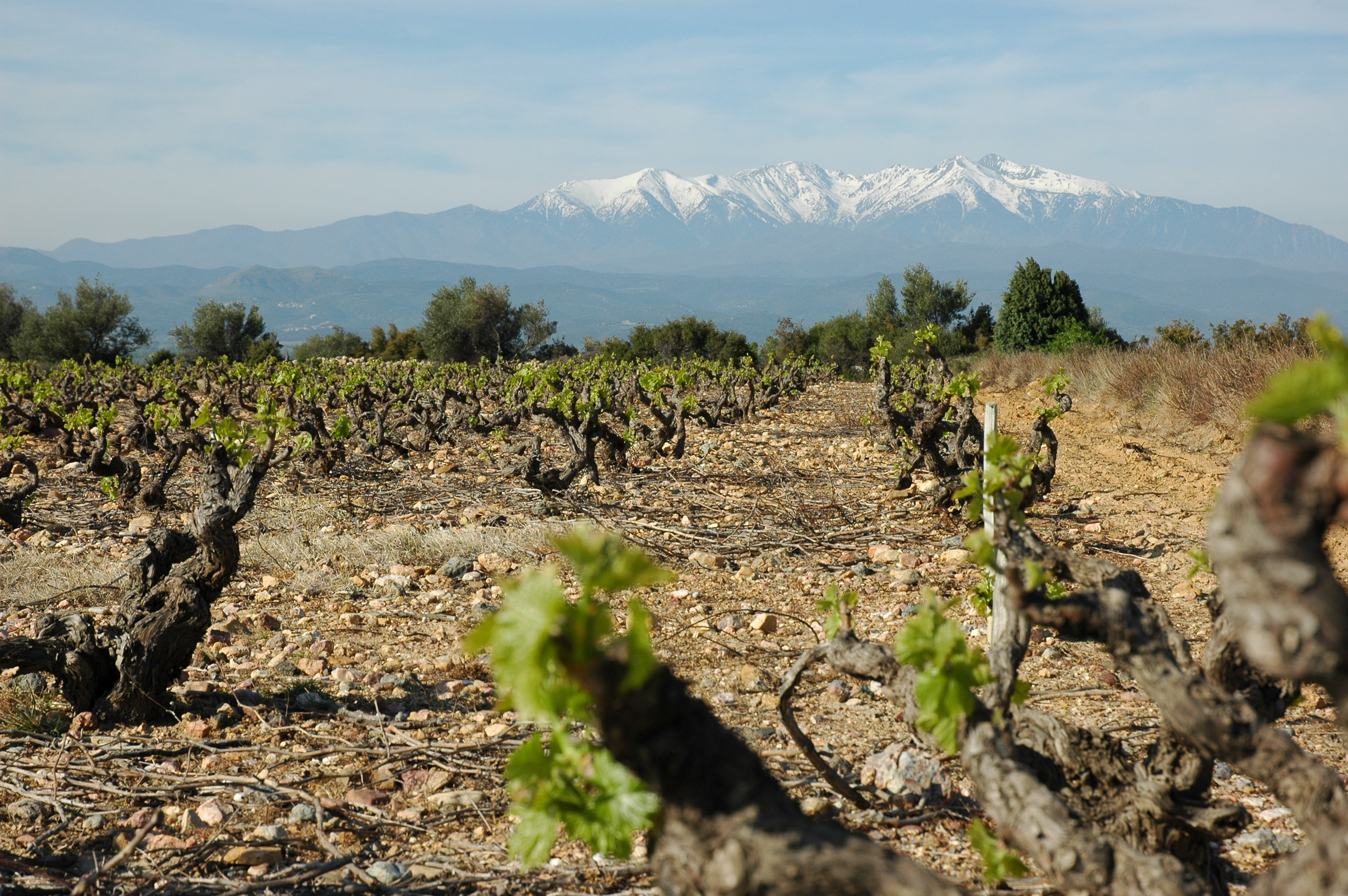
Vista des de Ribesaltes
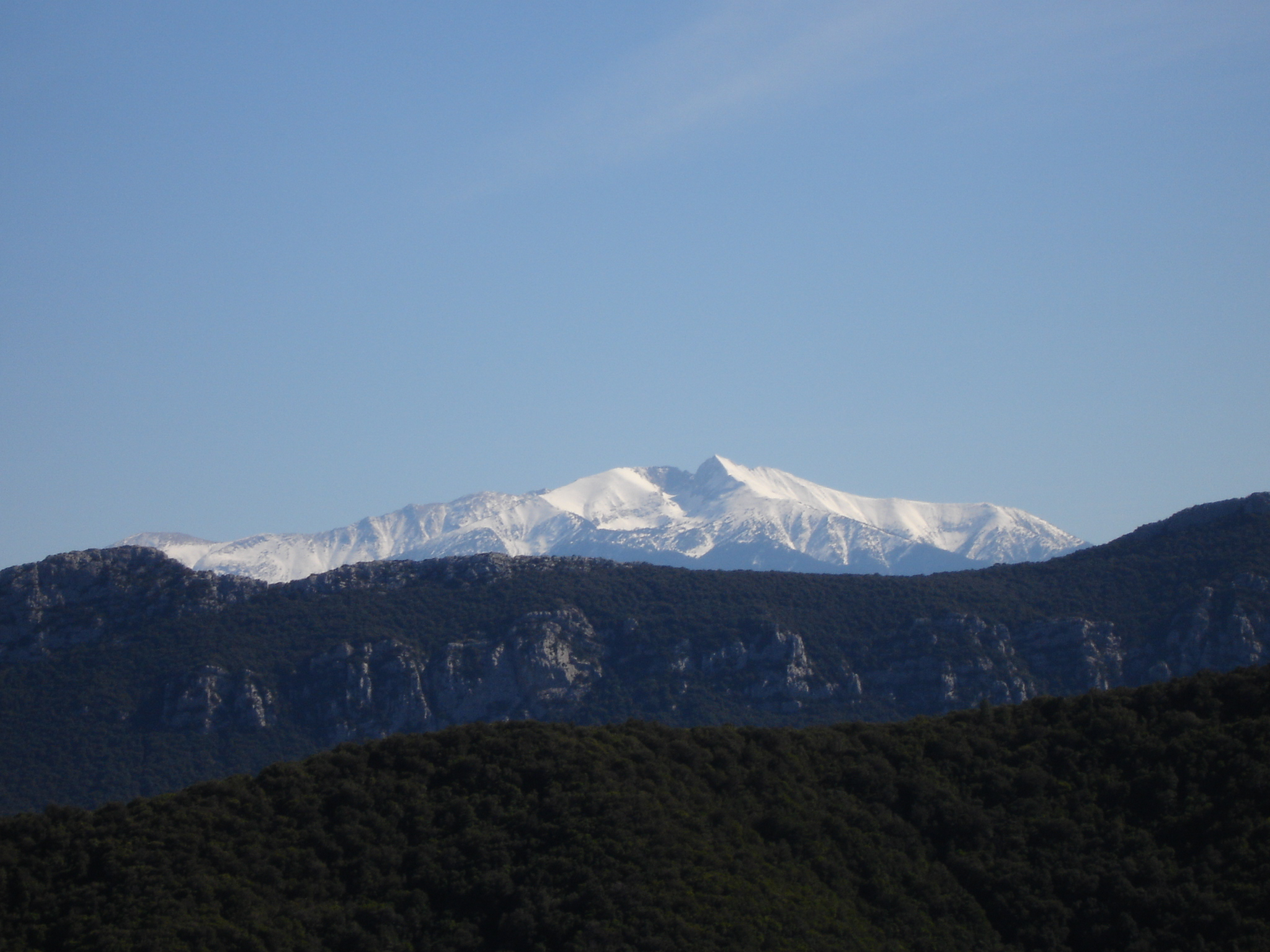
Vista del Canigó
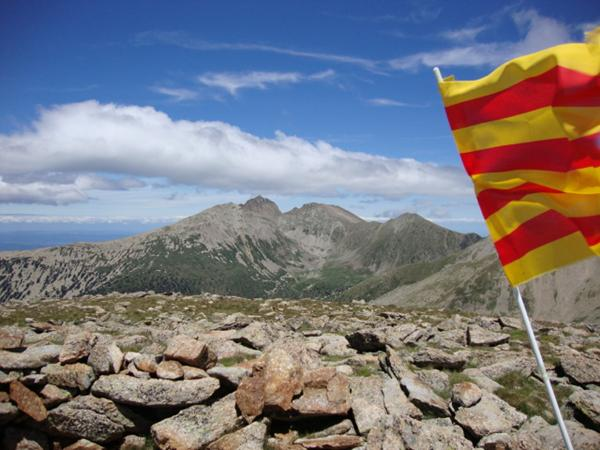
La Pica del Canigó des del pic dels Set Homes
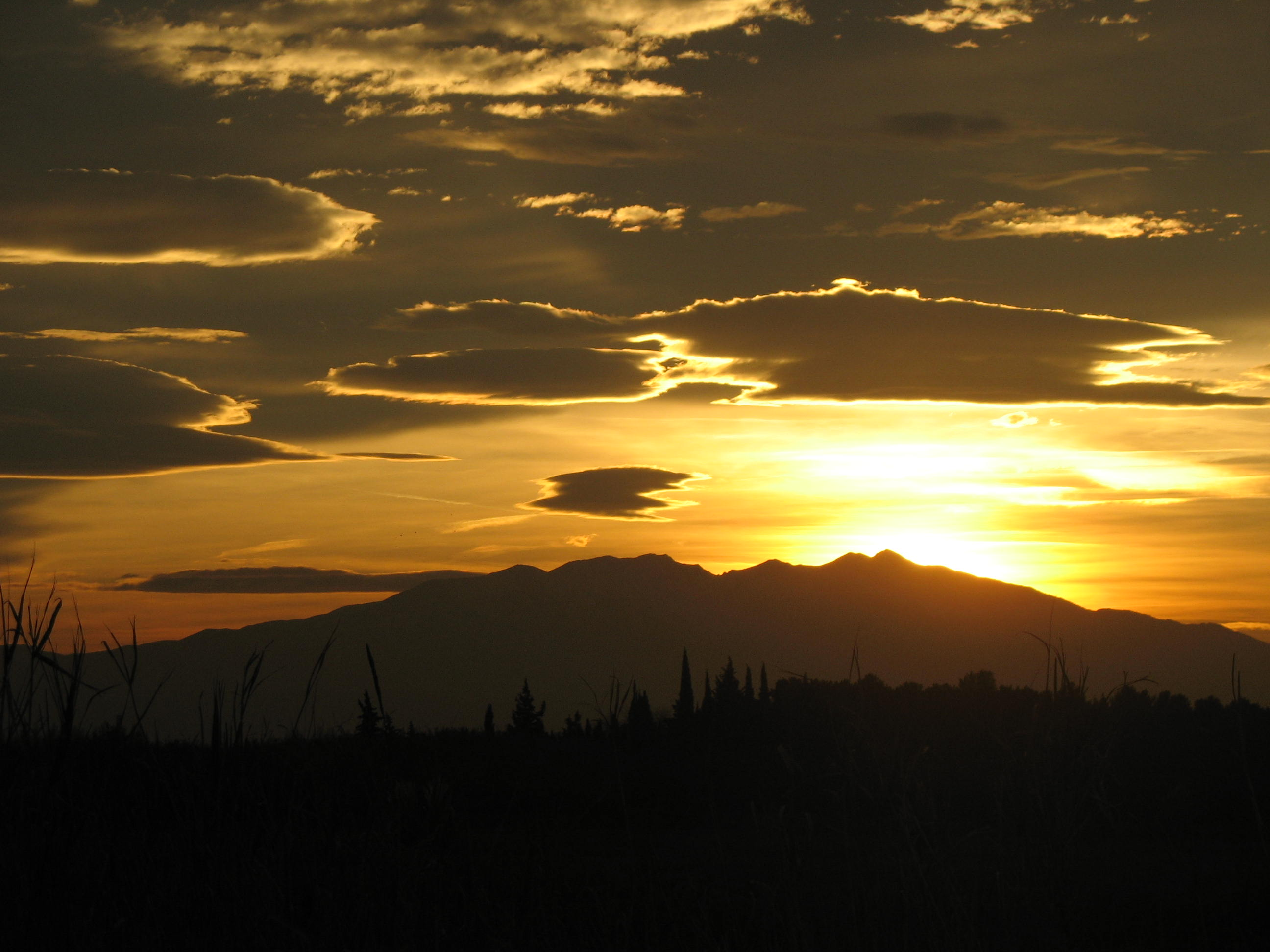
Vista del Canigó al capvespre des de Sant Llorenç de la Salanca
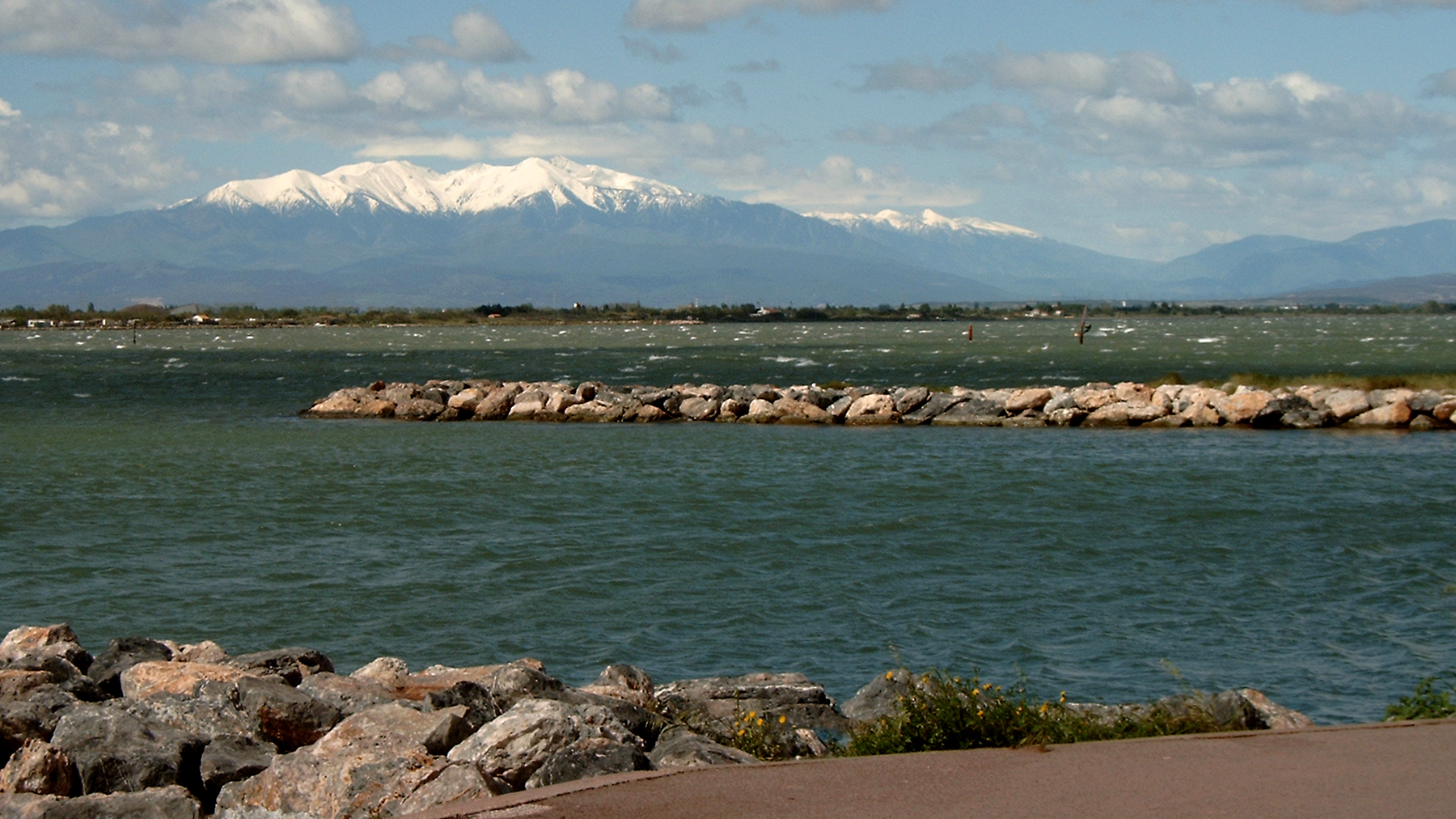
Vista del Canigó des del Barcarès

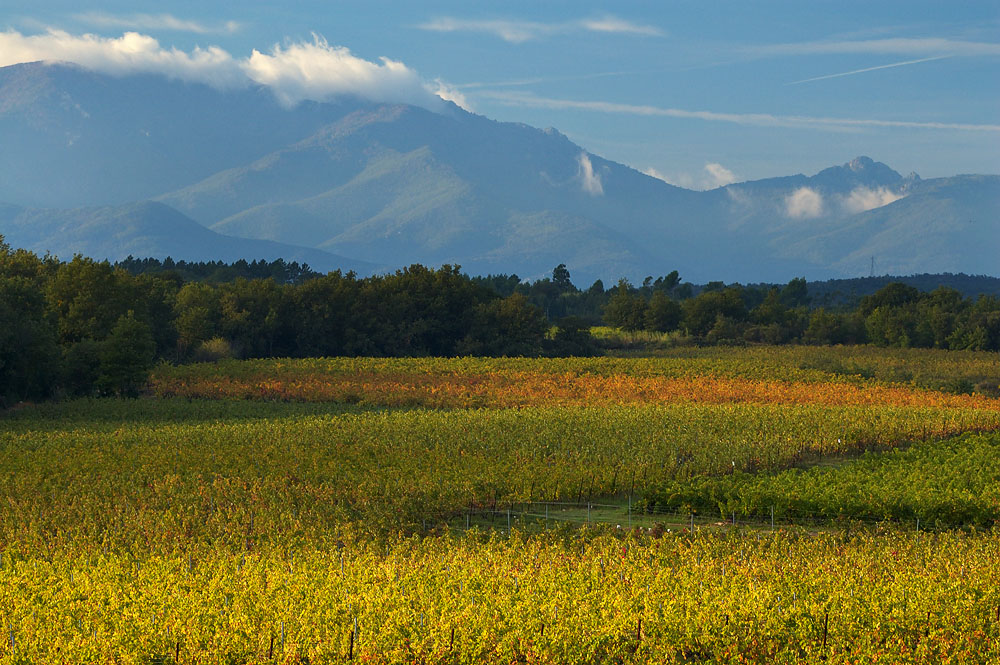
Vista del Canigó des de Perpinyà
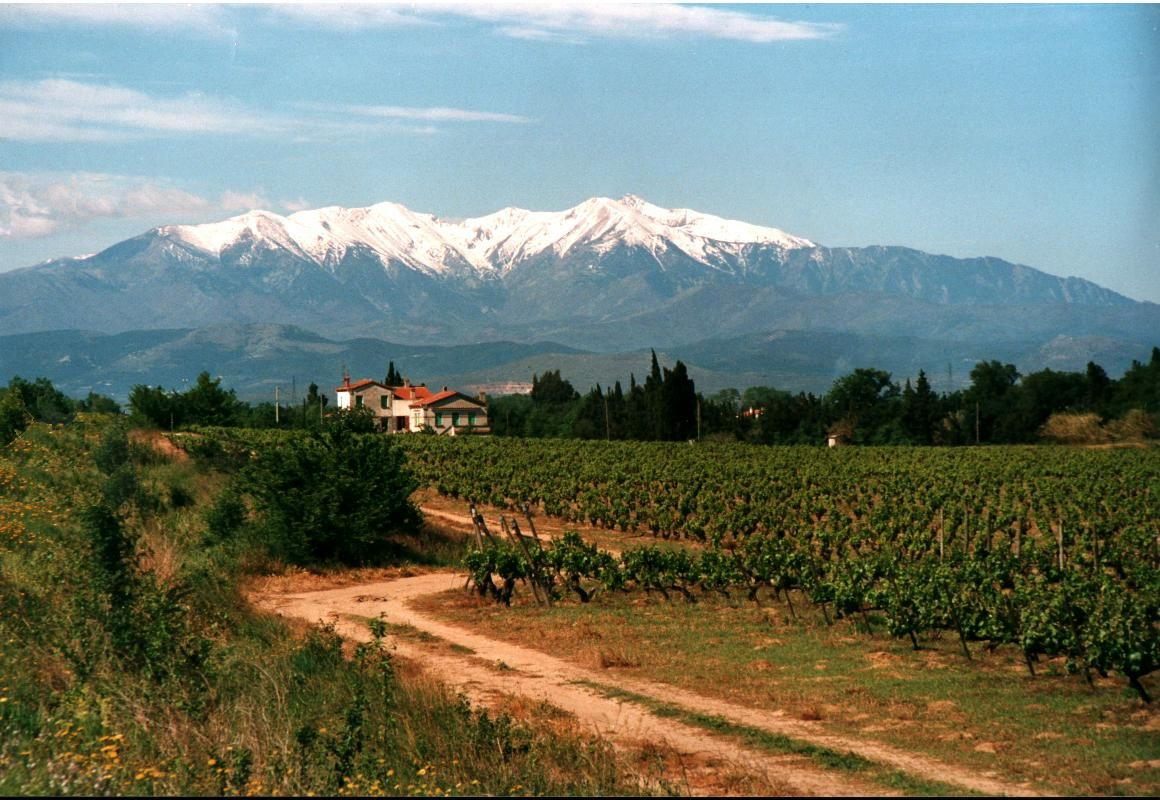
Vista des de Perpinyà
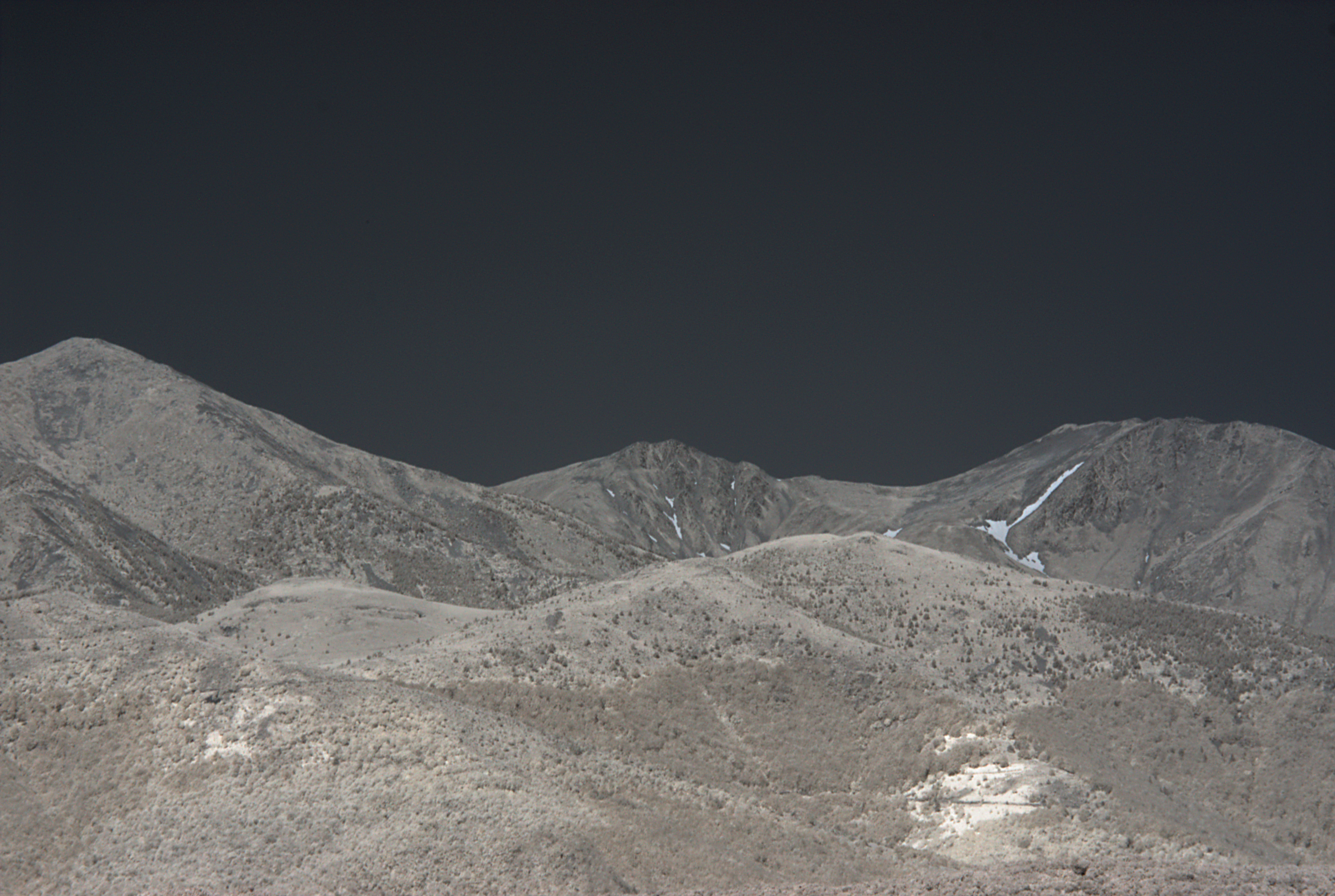
Vista infraroja del Canigó dels de l'ermita de Sant Ferriol (Ceret)
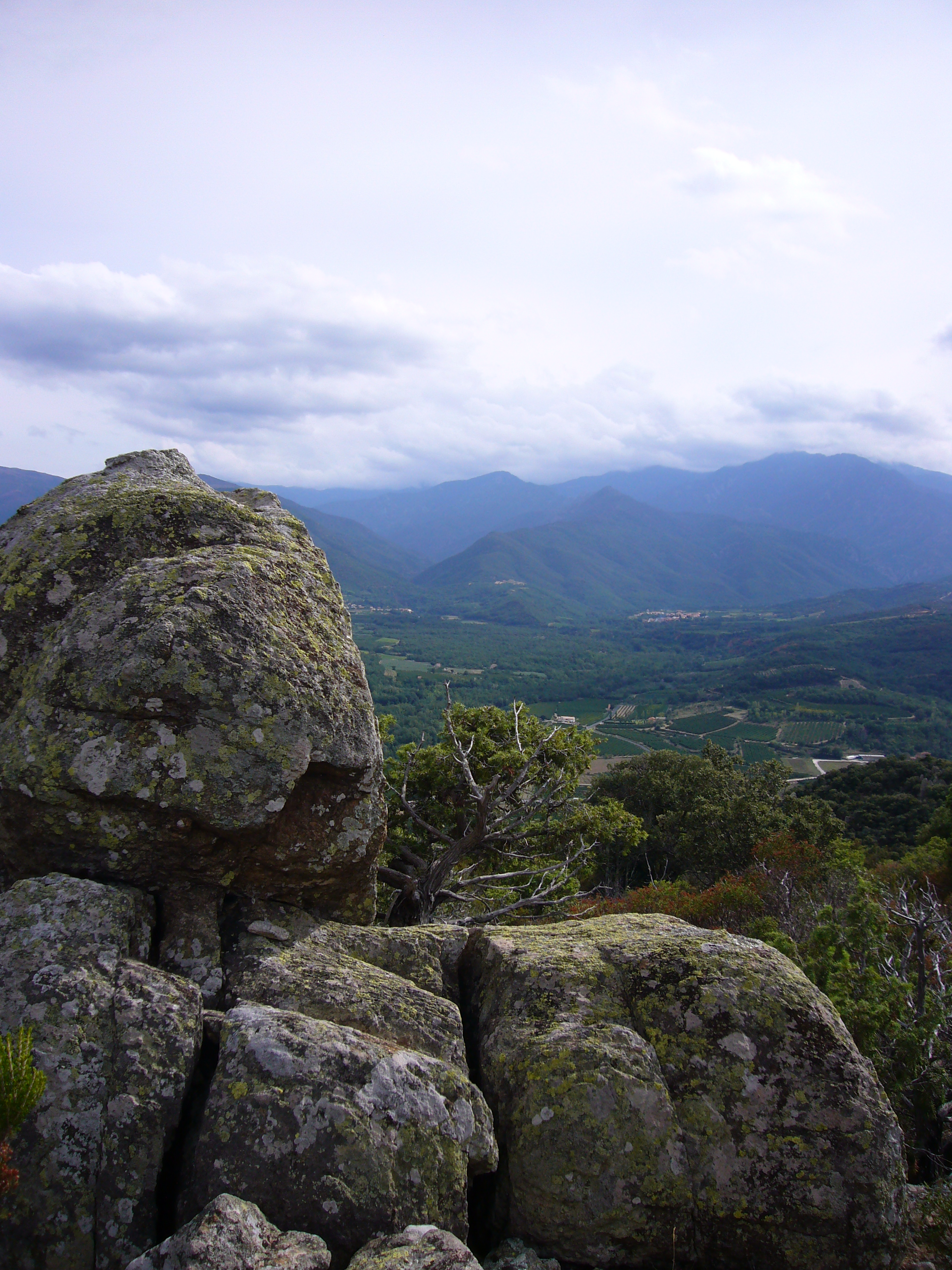
Vista des de Vinçà
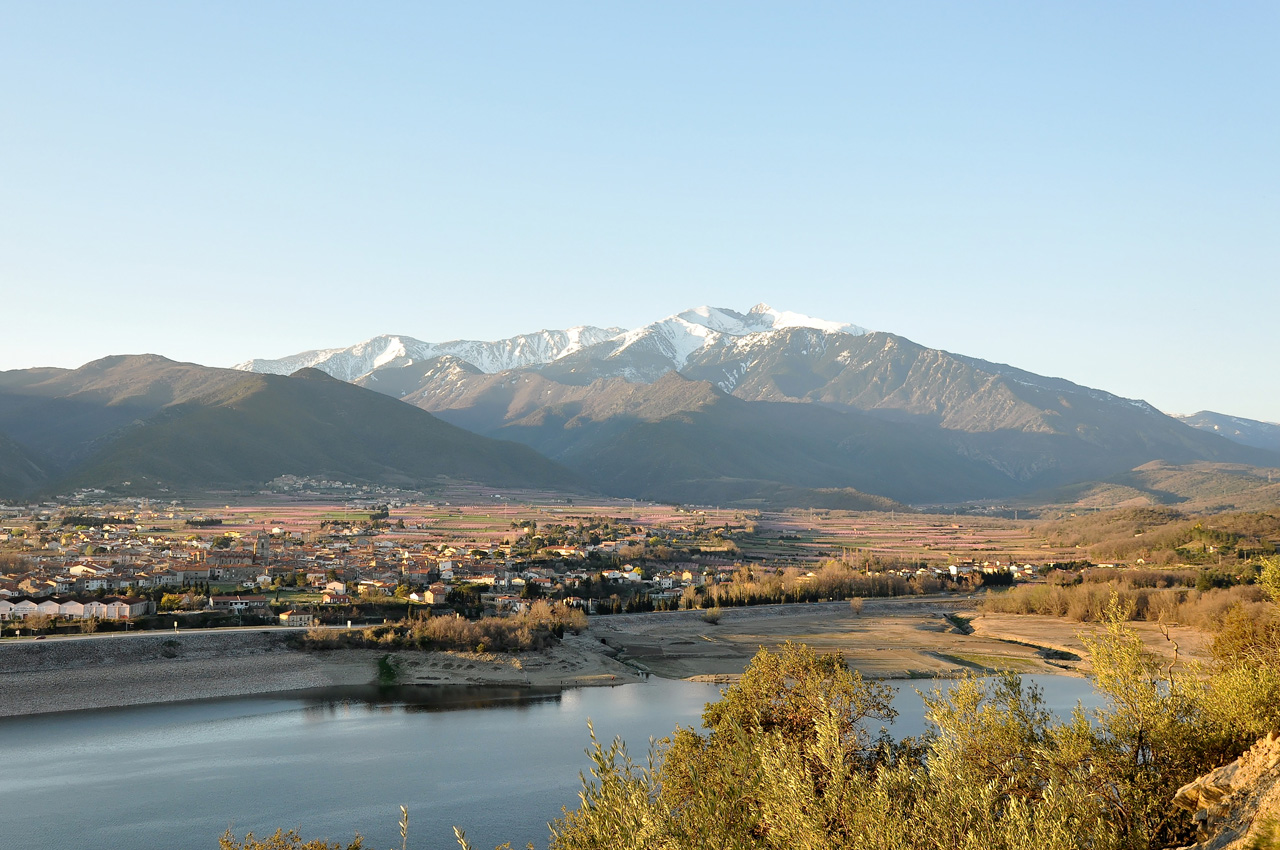
Vinçà, amb el Canigó al fons